# منطقة العين (أبو ظبي)
منطقة العين لإمارة أبوظبي هي إحدى مناطق إمارة أبوظبي تتضمن المنطقة مدينة العين وضواحيها. مدينة العين هي مقر ممثل حاكم أبوظبي لمنطقة العين الشيخ هزاع بن زايد آل نهيان. تجاور المنطقة من الشرق كل من محافظة البريمي ومنطقة الظاهرة بسلطنة عمان ومن الشمال إمارة دبي وإمارة الشارقة ومن الجنوب المملكة العربية السعودية ومن الغرب منطقة أبوظبي ومنطقة الظفرة.
المدن والقرى التابعة للمنطقة العين من أبوظبي
مدينة العين وضواحيها
- القوع
- ناهل
- سويحان
- العجبان
- الخزنة
- رماح
- الوقن
- بوكرية
- صاع
- مزيد
- أم غافة
- هيلي
- اليحر
- زاخر
- شعاب الاشخر
- شعبة الوطاه
- نعمة
- الفوعة
- الفقع
- الهير
- الشويب
- الساد